# Castrillo de Duero
Castrillo de Duero est une commune de la province de Valladolid dans la communauté autonome de Castille-et-León en Espagne.

## Économie
La commune est vinicole, et fait partie de l’AOC Ribera del Duero.

## Sites et patrimoine
- Église Nuestra Señora de la Asunción (es)

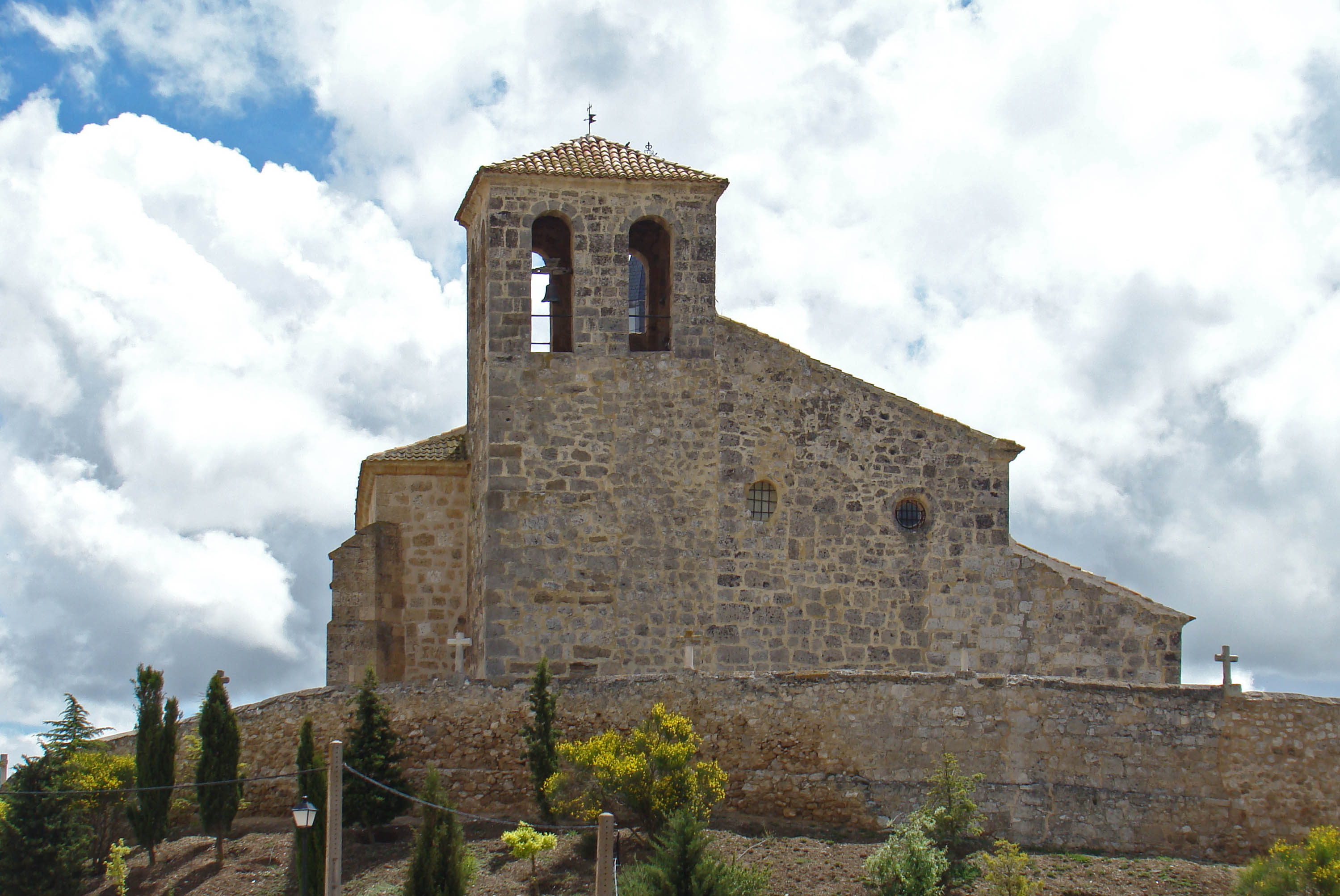
Église Nuestra Señora de la Asunción.
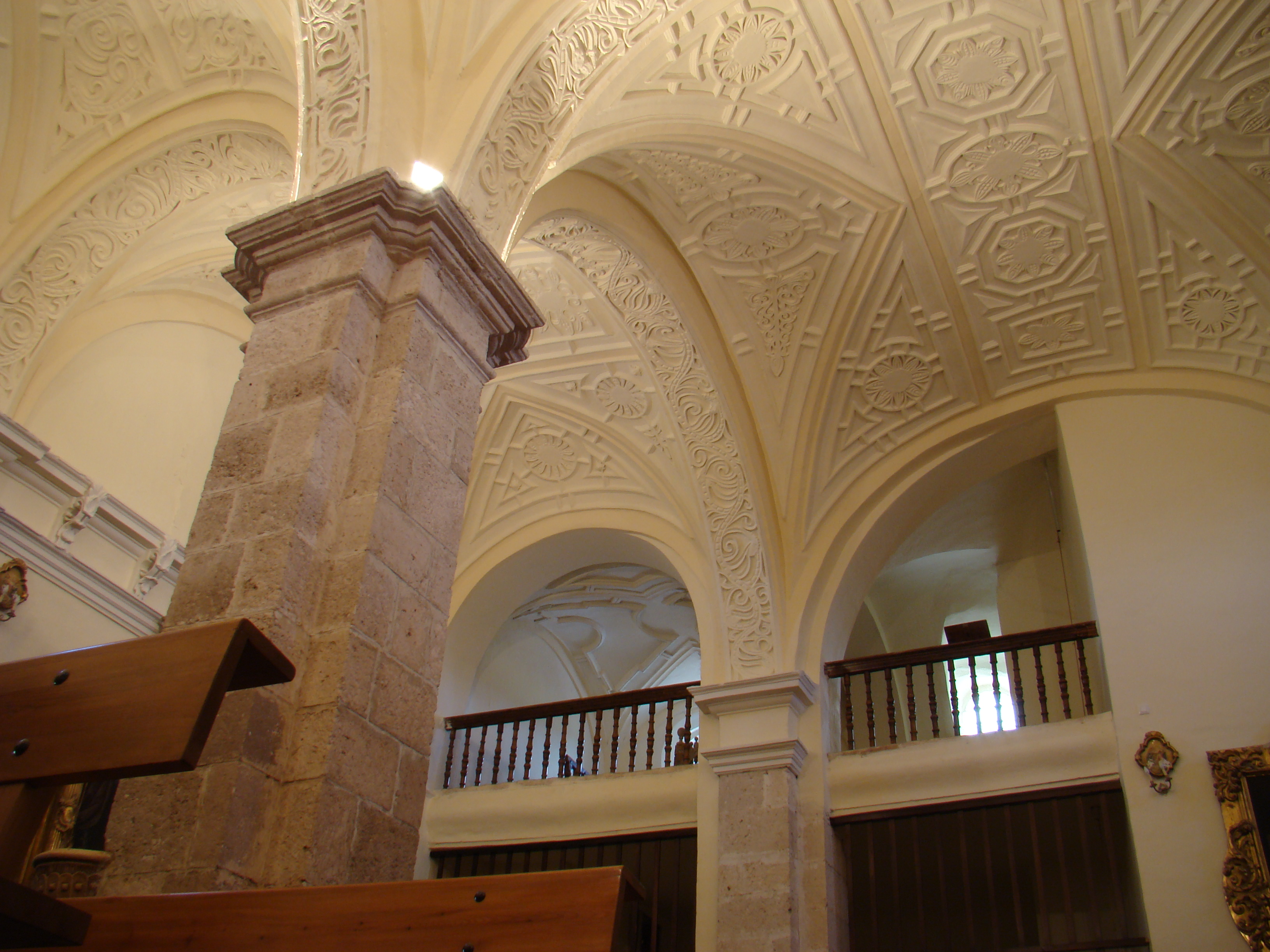
Intérieur de l'église.
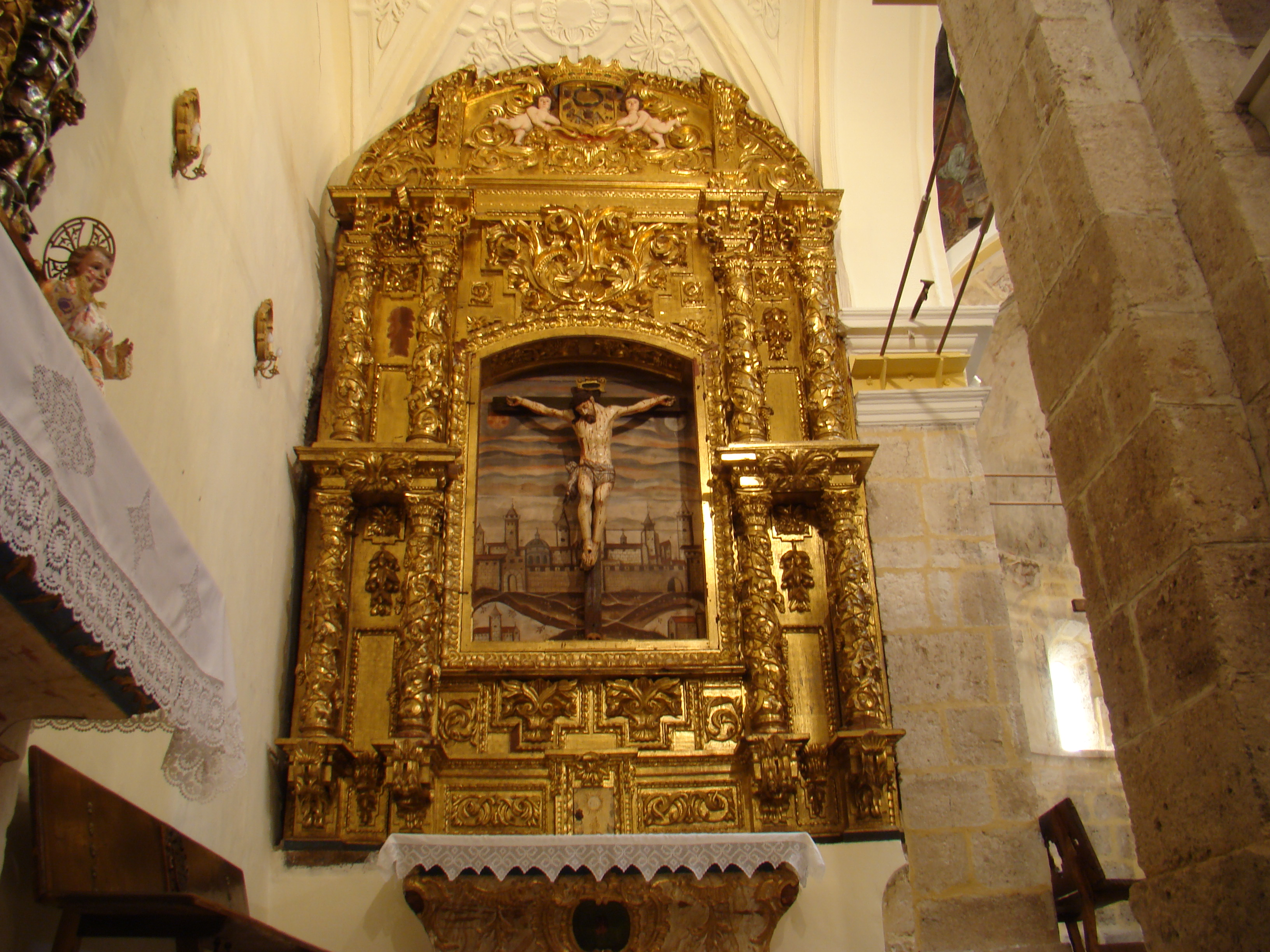
Retable baroque.

- Maisons sénatoriales

- Vestiges romains

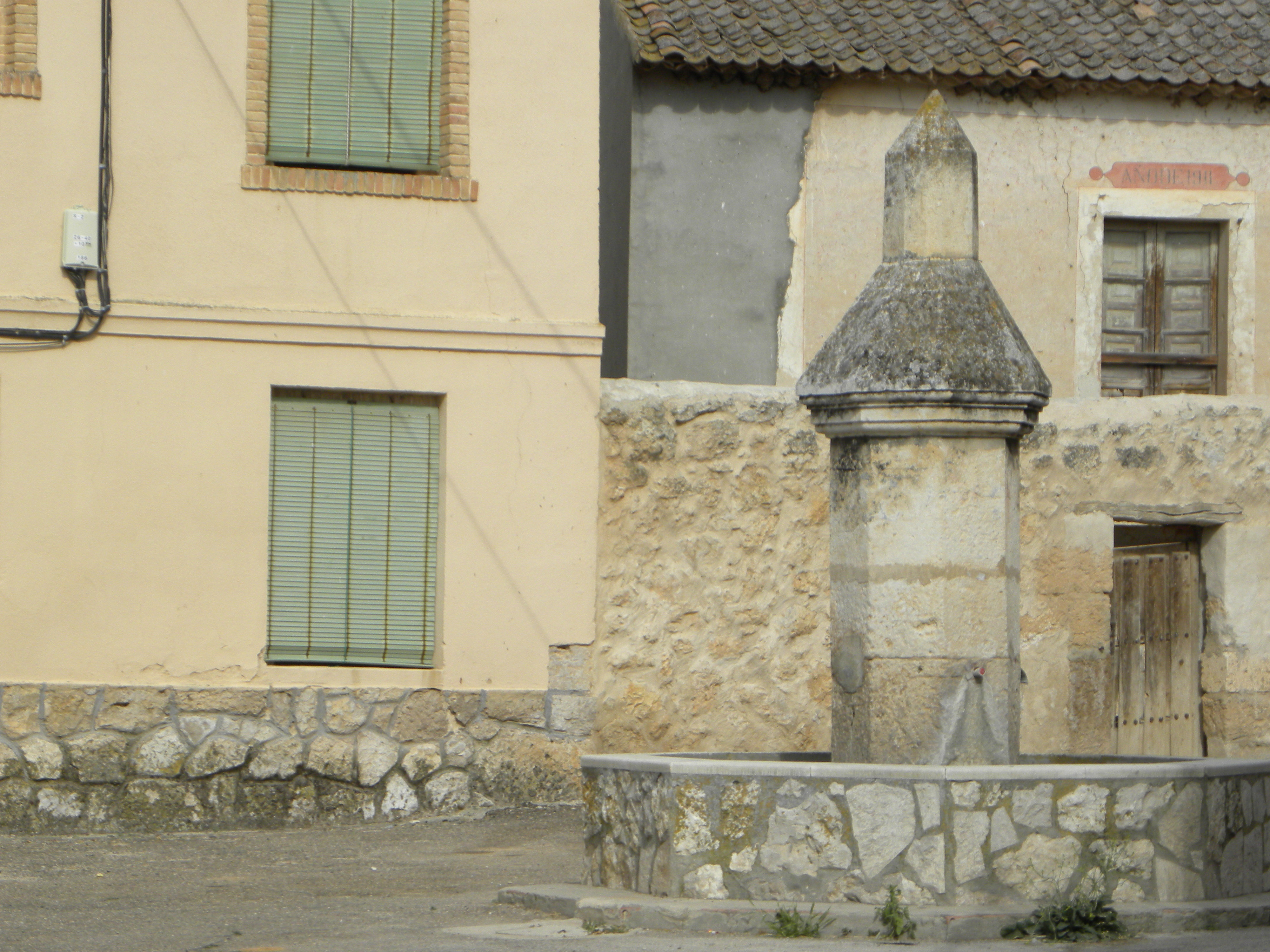
Fontaine dans rue Atajo.
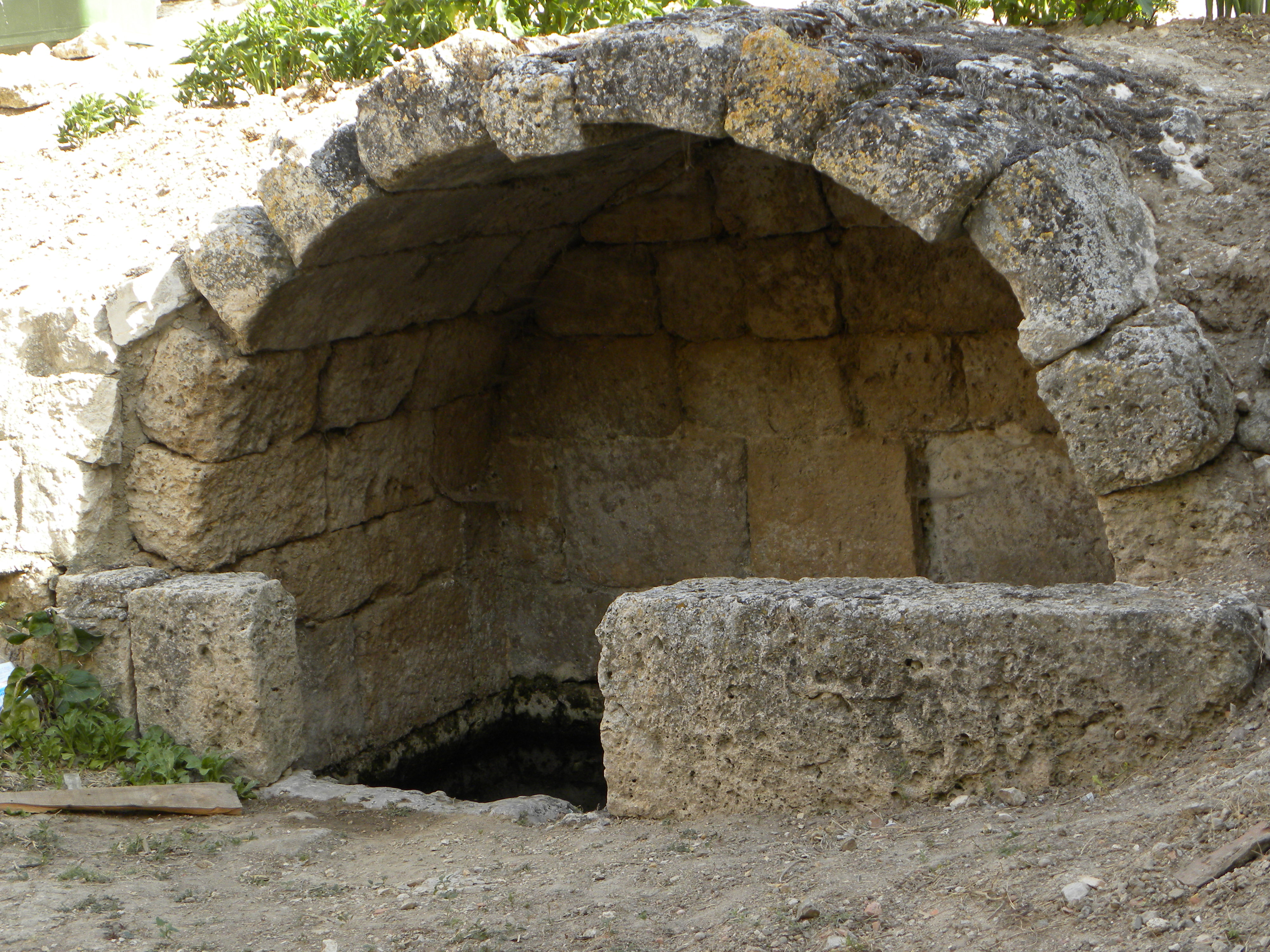
Fontaine romaine sur la place Santa María.
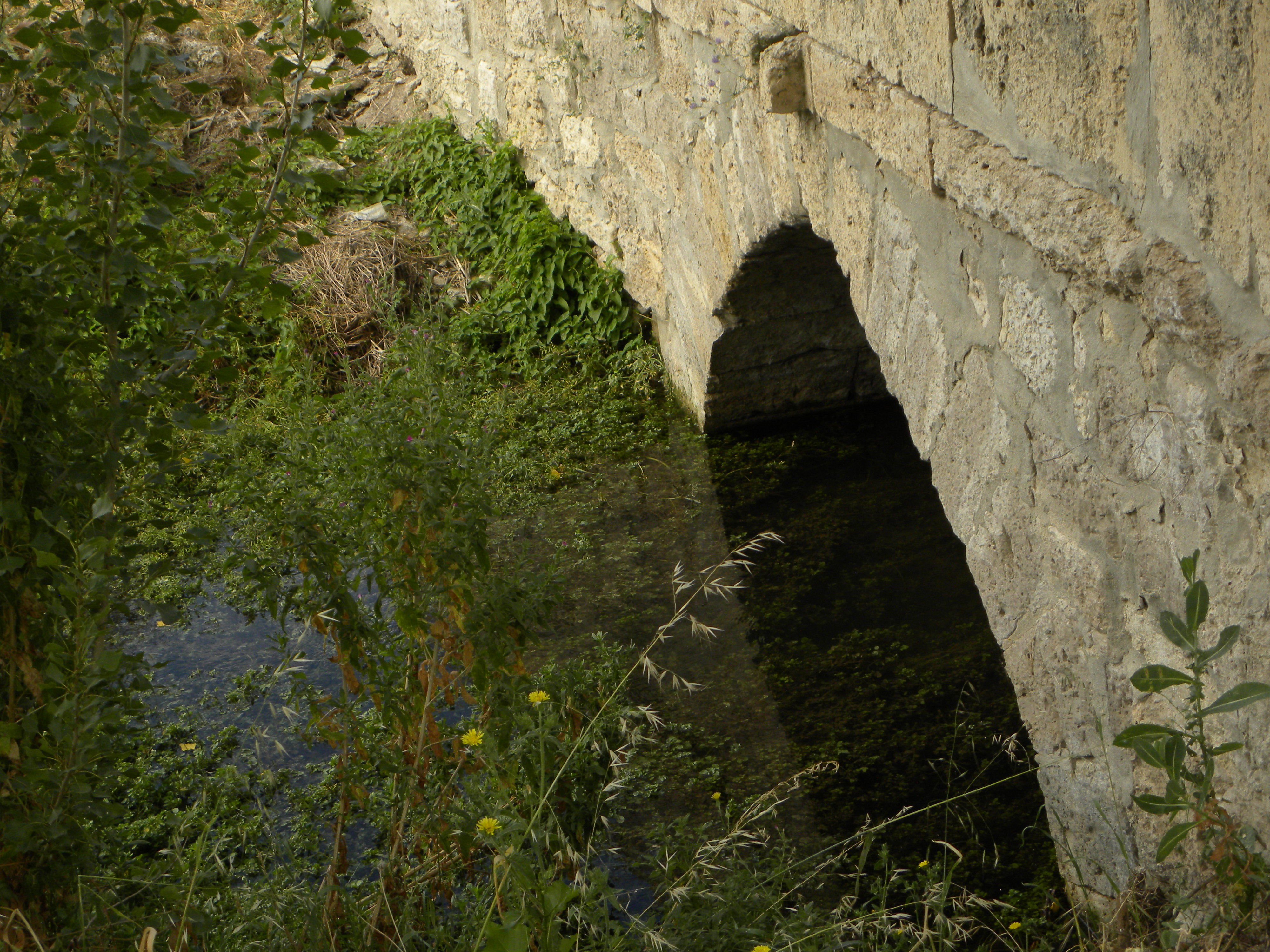
Pont probablement d'origine romaine.
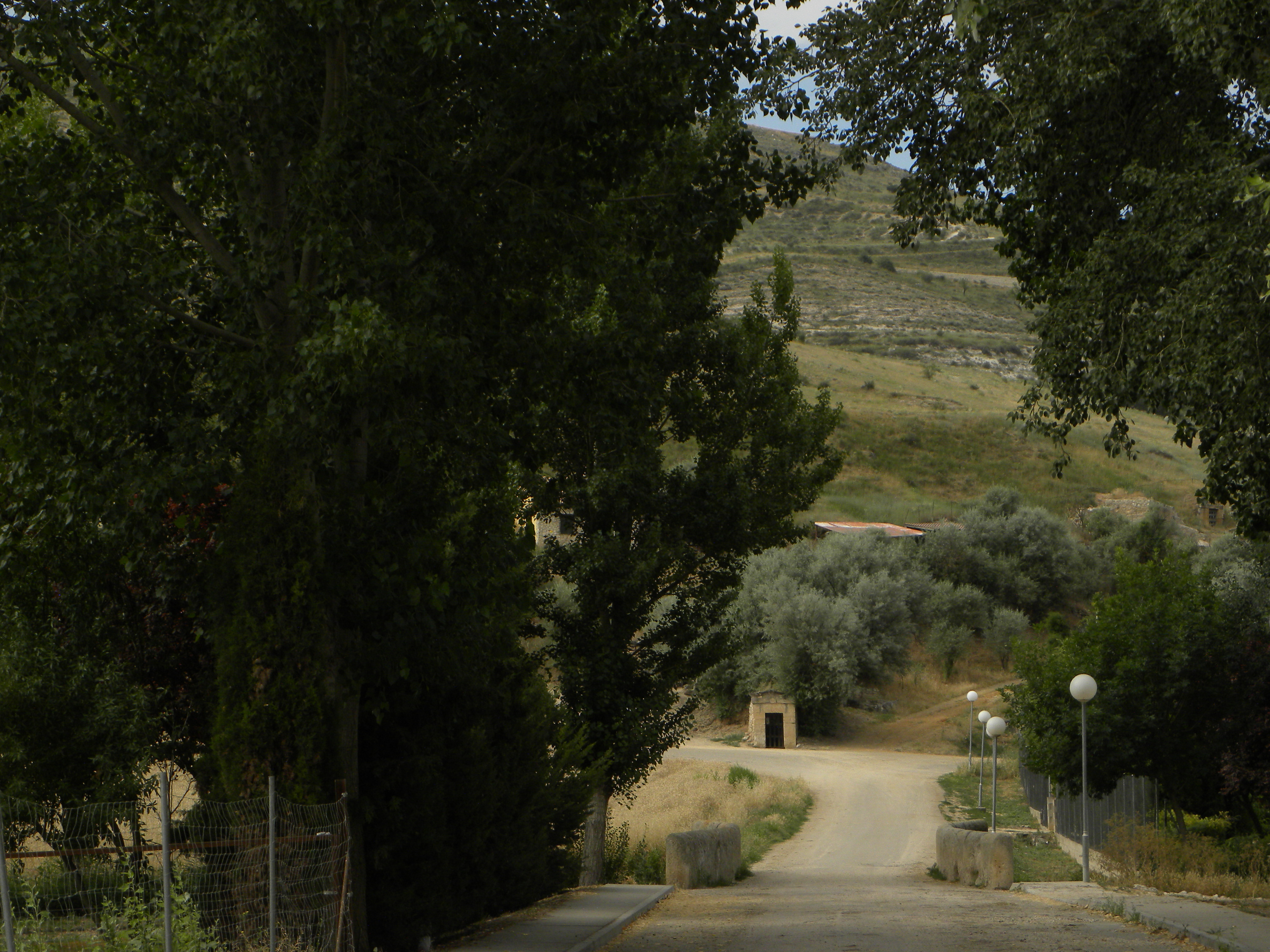
Autre vue du pont.

- Centre d'interprétation "el Empecinado"

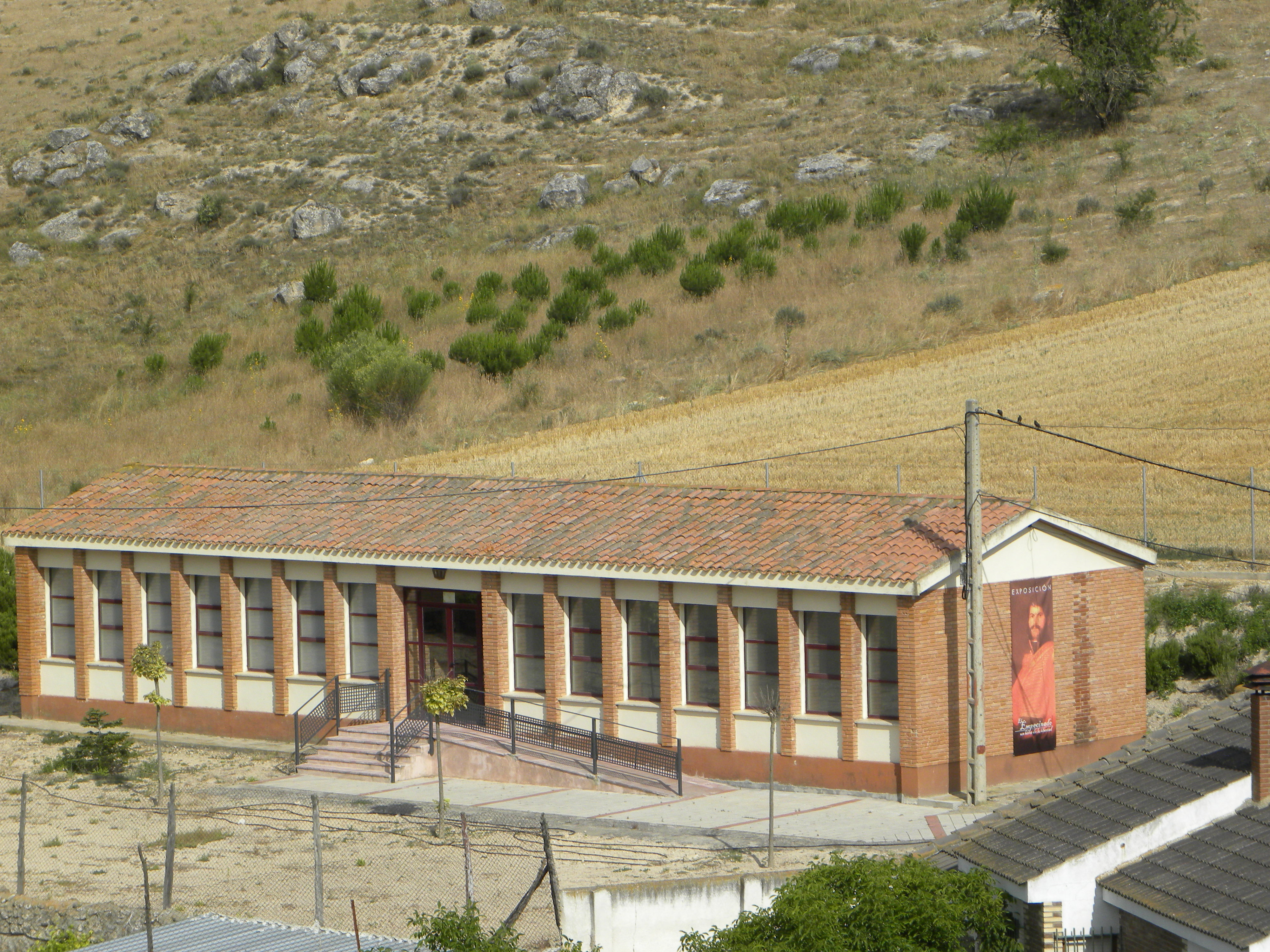
Musée "el Empecinado".
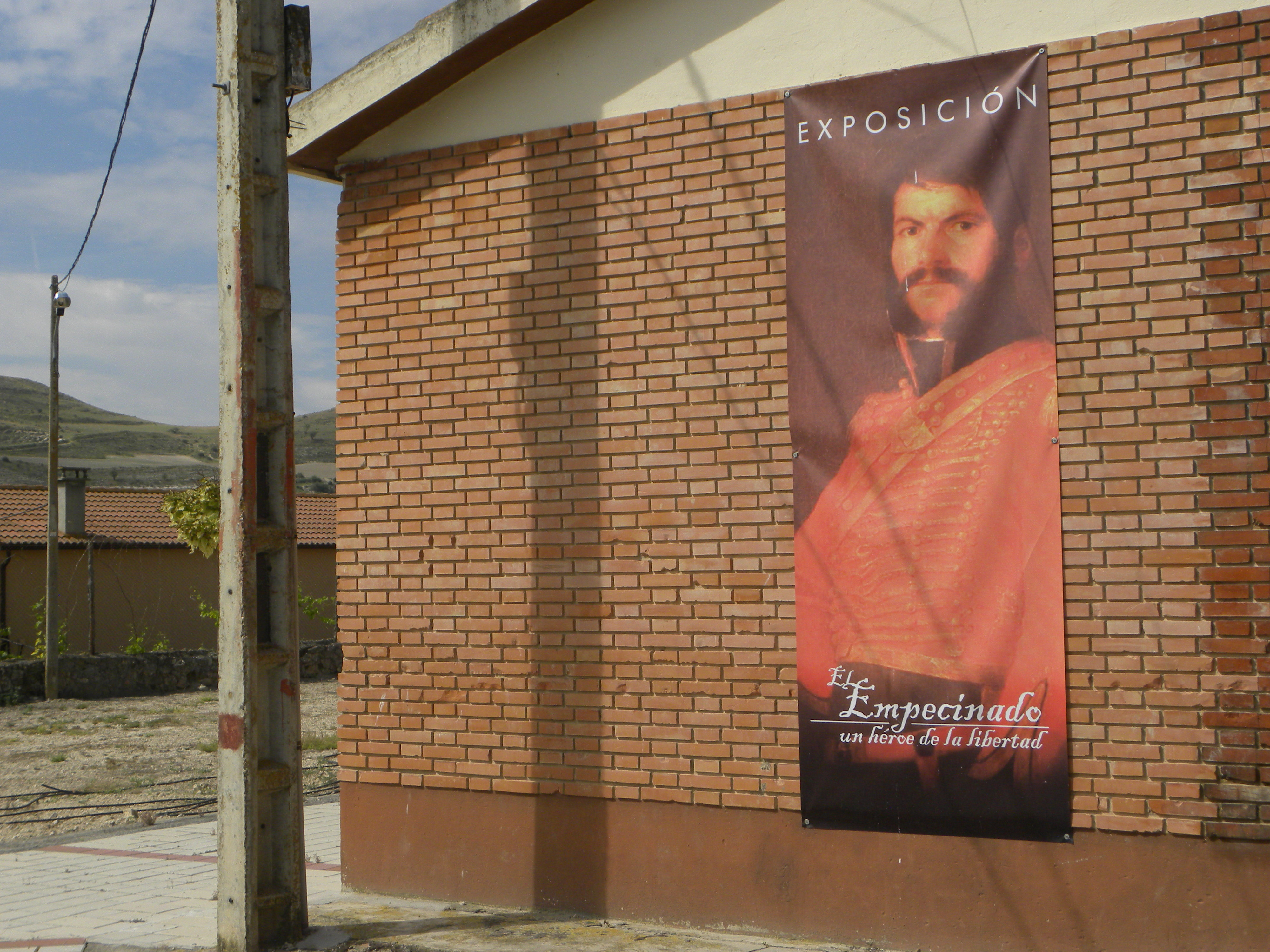
Juan Martín Díez sur une façade du musée.

## Personnalité
- Juan Martín Díez, el Empecinado, l'un des chefs de la guérilla lors de la Guerre d'indépendance (1808-1814), né en 1775 dans la localité.